# Самутсонгкхрам
Самутсонгкхрам (тайск. สมุทรสงคราม) — город в Таиланде, столица одноимённой провинции.

## География
Город находится примерно в 65 км к юго-западу от центра Бангкока на берегах реки Мэкхлонг.

## Население
По состоянию на 2015 год население города составляет 28 454 человека. Плотность населения — 3557 чел/км². Численность женского населения (52,7 %) превышает численность мужского (47,3 %).